# Fiat 508
Fiat 508 Balilla a fost un automobil produs de constructorul italian Fiat în anii 1930, care a contribuit semnificativ la motorizarea claselor mijlocii din Italia.
În contextul Italiei interbelice, Fiat Balilla a reprezentat un „obiect al dorinței”. Succesul său s-a datorat deciziei curajoase a constructorului de a lansa acest model într-o perioadă dificilă din punct de vedere economic, precum și pe excelența echipei de proiectare, care a conceput un vehicul din clasa medie, caracterizat prin performanțe tehnice remarcabile și costuri operaționale minime.

## Istoric
Proiectul Fiat 508 Balilla a fost realizat de ingineri de renume ai epocii, precum Nebbia, Fessia, Giacosa și Zerbi, care au creat un vehicul elegant, dar accesibil din punct de vedere financiar. Noul model a fost prezentat la Târgul din Milano pe 12 aprilie 1932, în cadrul Salonului Auto.
Prima versiune a modelului Fiat 508 Balilla se remarca printr-o cutie de viteze cu trei trepte. Era echipată cu un motor pe benzină Fiat tip 108, montat frontal, un propulsor cu patru cilindri în linie, având o capacitate cilindrică de 995 cm³ și dezvoltând 15 kW (20 CP) la 3.500 rotații pe minut. Sistemul de frânare era cu tambiuri pe toate cele patru roți, iar viteza maximă depășea 80 km/h.
Această variantă inițială a fost înlocuită în 1934 de Fiat 508 Balilla seria a doua, care includea o cutie de viteze cu patru trepte și o caroserie reproiectată, mai aerodinamică, disponibilă în variante cu două sau patru uși.
Producția dintre 1932 și 1937 a atins 170.176 de exemplare, o performanță remarcabilă pentru acea perioadă.

### Originea numelui „Balilla”

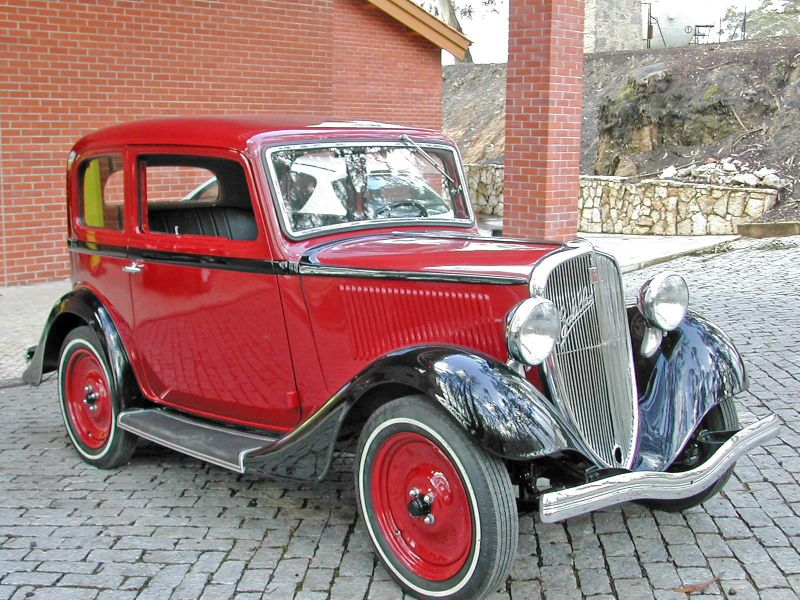
Fiat 508 Balilla seria a doua

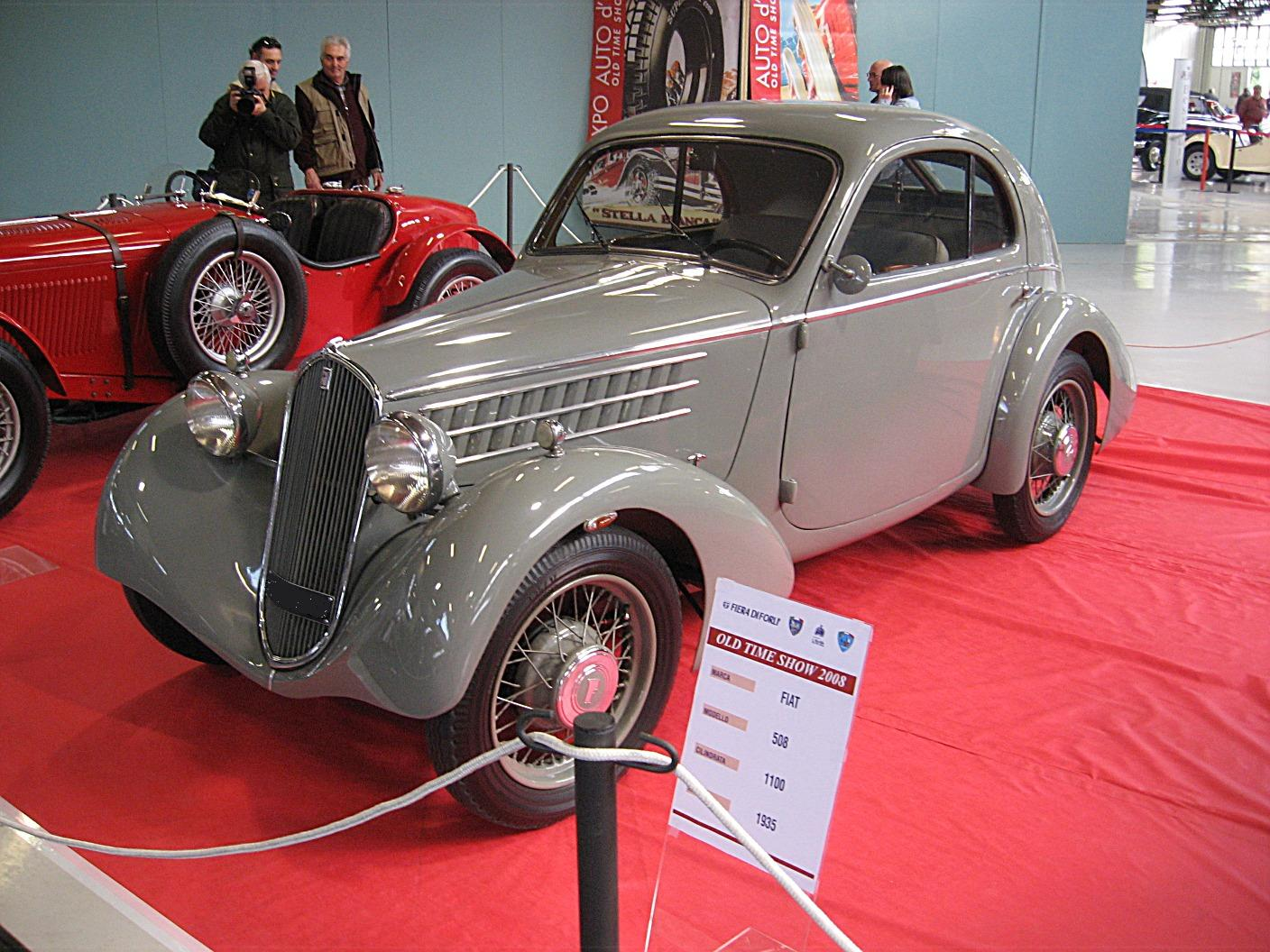
Fiat 508 Balilla Coupé

Mulți consideră că această poreclă a fost atribuită din cauza influenței fascismului în Italia. Această presupunere este eronată, deoarece termenul „Balilla” nu își are originea în perioada fascistă, ci a fost reutilizat în acel context. În realitate, „Balilla” era porecla lui Giovanni Battista Perasso, care în 1746, la Genova, a aruncat o piatră într-un ofițer austriac, declanșând o revoltă împotriva invaziei austriece în regiune.
Fiat 508 nu a fost primul vehicul care a purtat această denumire. Anterior, numele „Balilla” a fost atribuit unui avion Fiat A1, unui tractor agricol Motomeccanica și unei serii de submarine din dotarea marinei Regatului Italiei.

### Prețul de vânzare

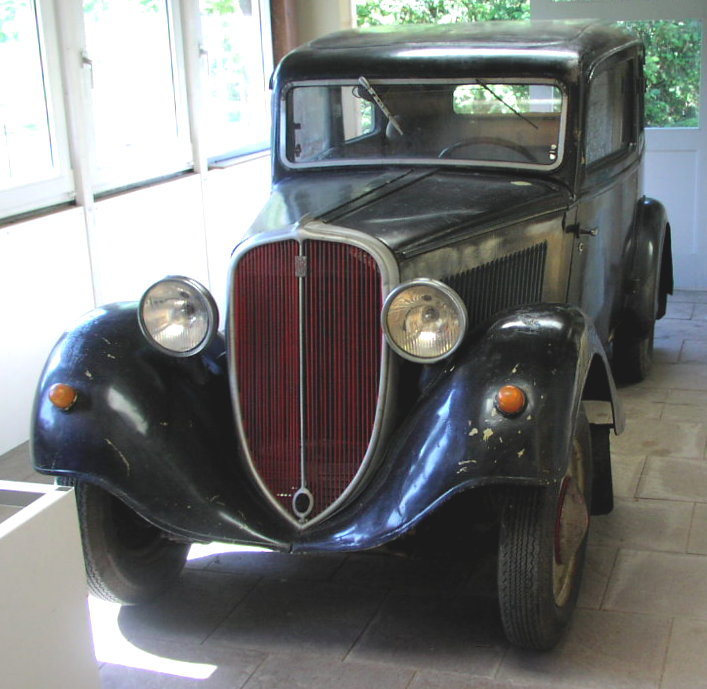
Fiat NSU 1000 Balilla

Datorită producției în serie mare, prețul de vânzare al modelului Fiat 508 era extrem de competitiv: doar 10.800 de lire italiene (echivalentul unui an de salariu pentru un muncitor Fiat), comparativ cu 18.500 de lire pentru modelul Fiat 509, pe care Fiat 508 îl înlocuia. Numărul de exemplare produse zilnic de Fiat în noua fabrică de la Lingotto, Torino, depășea producția săptămânală a modelelor concurente fabricate în străinătate.

## Cele două serii
Modelul Balilla a fost produs între 1932 și 1937 în două serii:
- Prima serie avea o caroserie tradițională, asemănătoare cu cea a modelului Fiat 509 pe care îl înlocuia. Aceasta dispunea de o cutie de viteze cu trei trepte, caracteristică care o diferenția de a doua serie.
- A doua serie era echipată cu o caroserie mai aerodinamică și cu o cutie de viteze cu patru trepte.

Ambele serii au fost disponibile într-o gamă variată de versiuni, incluzând berline, spider, torpedo, modele militare coloniale, spider sport și berlinette Mille Miglia. În conformitate cu tendințele epocii, numeroși carosieri renumiți au personalizat șasiurile produse de uzină, printre care Garavini, Savio, Balbo, Bertone, Casaro și Ghia.

## Versiuni de caroserie

#### Berilnă
Aceasta a fost prima versiune lansată în 1932. Era echipată cu două uși, patru locuri spațioase și o cutie de viteze cu trei trepte înainte și una pentru mersul înapoi. Scaunele din față erau glisante și rabatabile pentru a facilita accesul către locurile din spate. Ușile erau echipate cu geamuri complet coborâtoare, acționate manual. Parbrizul din sticlă securizată era rabatabil și echipat cu ștergătoare electrice. Interiorul era finisat cu materiale textile, iar podeaua era acoperită cu un covor de cauciuc. Printre dotările standard se numărau oglinda retrovizoare pentru șofer, iluminarea habitaclului activată prin deschiderea ușilor, portbagajul accesibil din exterior și roata de rezervă montată pe partea stângă. O versiune „Lux” oferea un interior de calitate superioară, din materiale fine sau piele, precum și accesorii cromate pentru barele de protecție, faruri, trepte și grila radiatorului. În 1934, Fiat a introdus a doua generație a modelului Balilla, echipată cu o caroserie mai aerodinamică și o cutie de viteze cu patru trepte înainte, adaptată preferințelor șoferilor italieni. Modelul era disponibil și într-o variantă cu patru uși. În iunie același an, Fiat a efectuat câteva modificări variantei cu patru uși, printre care reproiectarea părții frontale și o înclinație diferită a parbrizului. Acest model a rămas în producție până în 1937, fiind disponibil în variantele de bază și Lux.

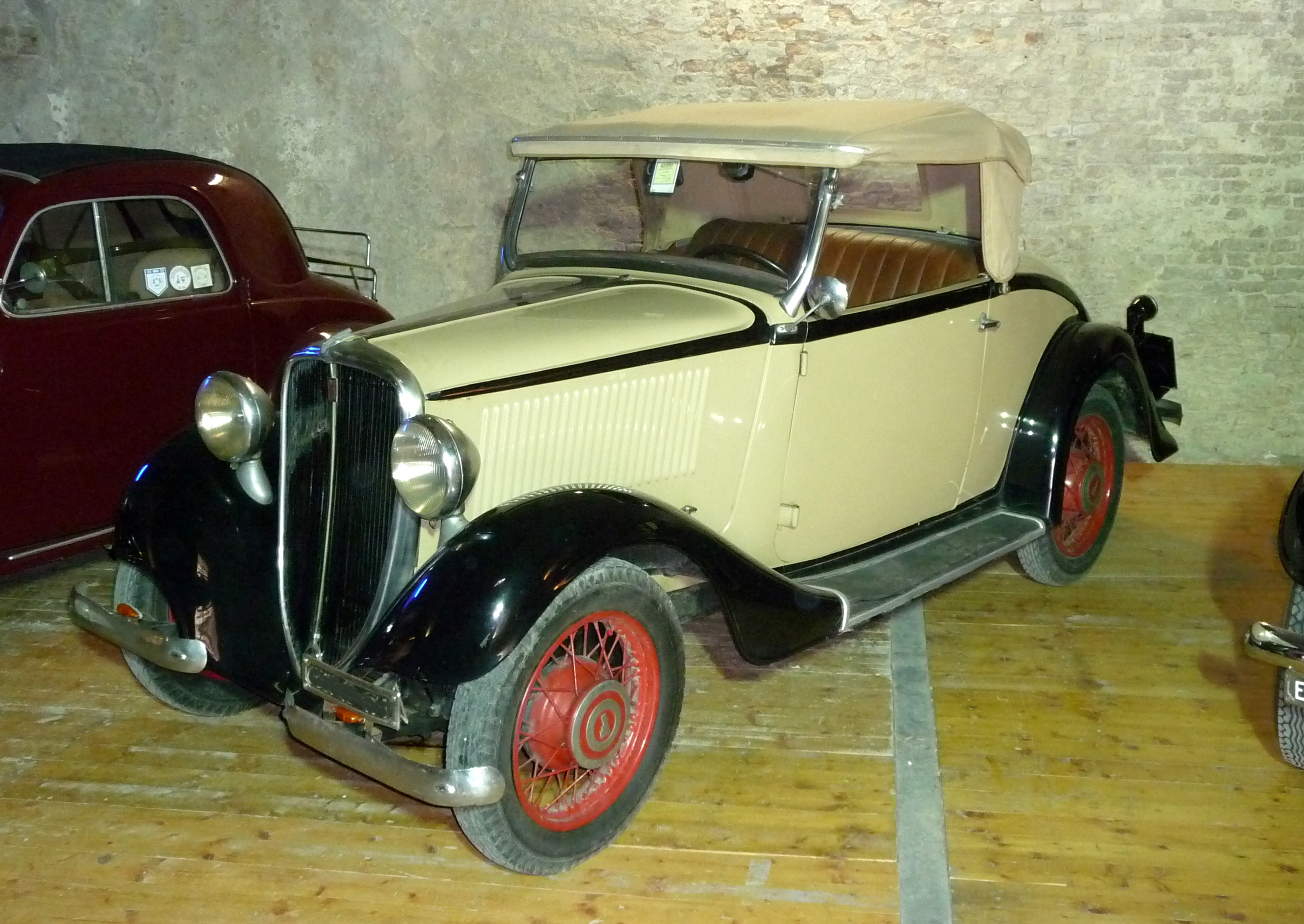
Fiat 508B Spider

#### Spider
Versiunea cu două locuri. Similară cu berlina, era echipată cu o cutie de viteze cu trei trepte înainte și una pentru mersul înapoi. Scaunele erau complet tapițate cu piele. Parbrizul era complet rabatabil spre partea frontală, iar capota pliabilă putea fi depozitată într-un săculeț special. Modelul era disponibil atât într-o variantă de bază, cât și într-o variantă Lux.

#### Torpedo
Produsă din 1933, această versiune avea 4 locuri și 4 uși, fiind echipată cu o cutie de viteze cu 3 trepte înainte și una pentru marșarier. Era disponibilă exclusiv în varianta „Lux”. Interiorul era tapițat cu piele, montanții parbrizului erau cromați, iar capota din pânză era susținută de arcuri metalice cromate. Începând din 1934, modelul a fost echipat cu o cutie de viteze cu 4 trepte înainte, fără a suferi modificări estetice la nivelul caroseriei.

#### Torpedo Coloniale
Această versiune specifică, destinată coloniilor italiene din Africa, era bazată pe modelul Torpedo de bază, dar era echipată cu pneuri special adaptate pentru terenuri dificile. Fiind utilizată preponderent în scopuri militare, era disponibilă într-o singură culoare, galben nisip.

#### Spider Sport
Un spider cu 2 locuri decalate, dotat cu o cutie de viteze cu 3 trepte înainte și una pentru marșarier, avea o caroserie joasă și partea din spate în formă de coadă de insectă. Această versiune a fost proiectată în 1933 de Carrozzeria Ghia. Grație unui carburator special și a creșterii raportului de compresie al motorului la 7:1, puterea motorului a crescut la 30 CP la 4000 rpm, cu un raport de transmisie de 10/43. Viteza maximă depășea 110 km/h. Modelul a fost produs și de Fiat-NSU la uzina din Neckarsulm, Germania, sub denumirea Simca-Fiat 6 CV de către SAFAF, filiala Fiat din Franța, și sub licență de Walter în Praga. Fiat 508S, proiectat de Mario Revelli de Beaumont și cunoscut sub numele „Coppa d'Oro”, este cel mai căutat model de colecționari. Începând cu 1934, acest model a fost echipat cu o cutie de viteze cu 4 trepte, distribuție cu supape în cap și alte modificări care au crescut puterea maximă la 26 kW (36 CP). Era disponibil și într-o versiune „Corsa”.

#### Coupé

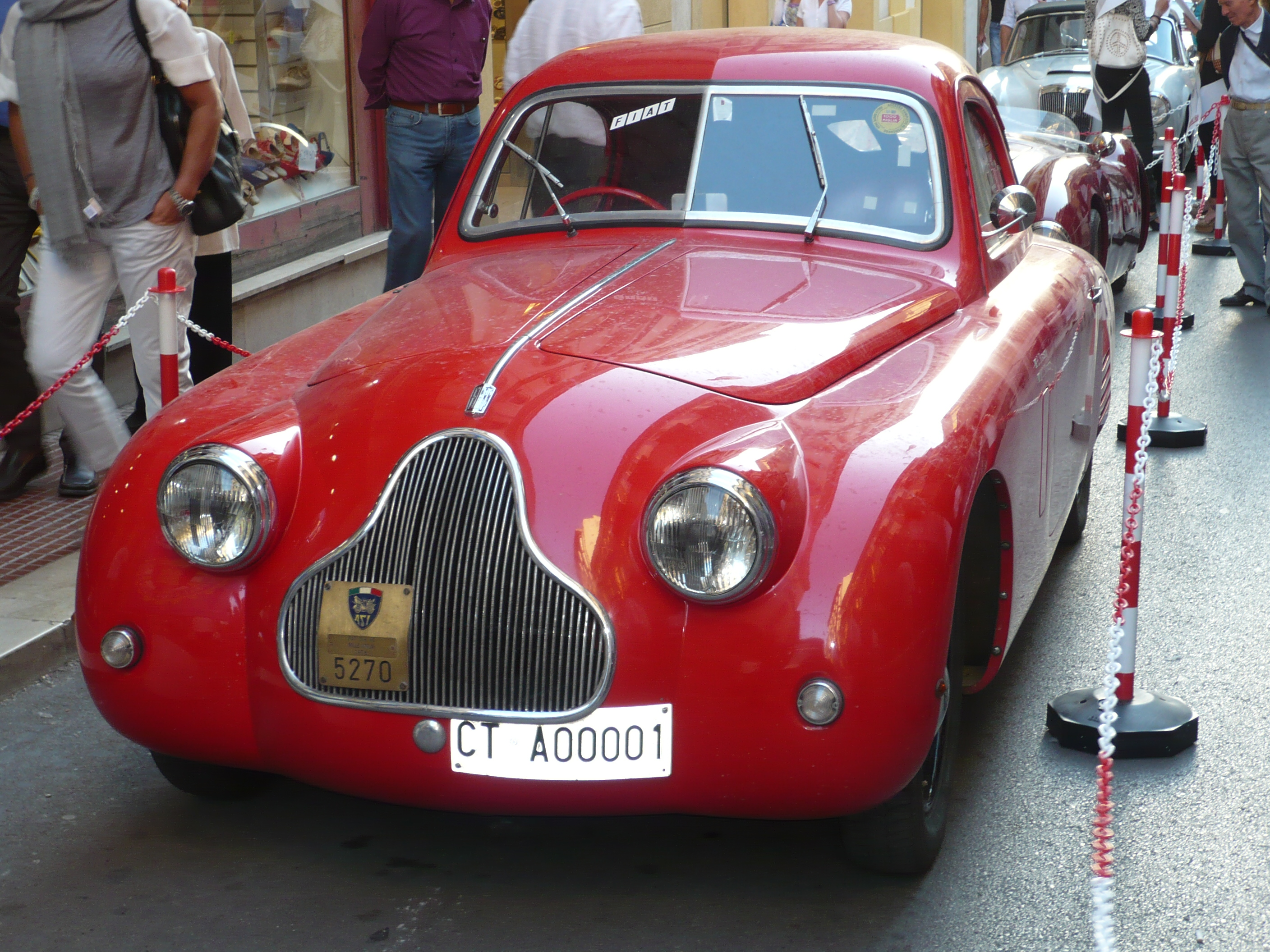
Vedere frontală Fiat 508 CS MM

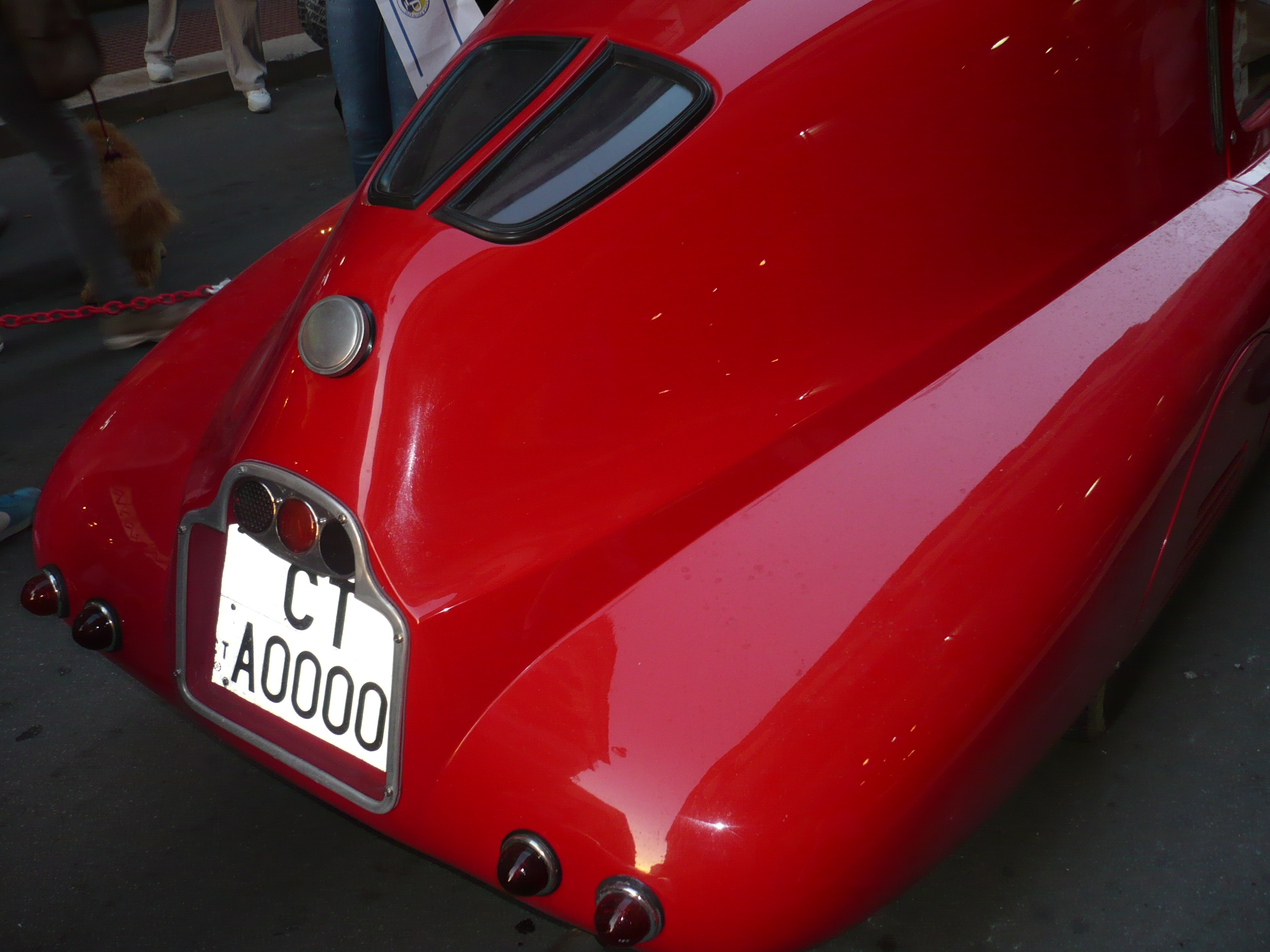
Vedere din spate Fiat 508 CS MM

Berlinetta Mille Miglia: lansată în 1935, această versiune avea aceeași mecanică ca modelul „Spider Sport” din 1934, echipat cu motorul Fiat 108CS. Caroseria era o berlinettă biplace cu un design foarte aerodinamic, proiectată special pentru competiții precum Mille Miglia.

#### Balilla Van

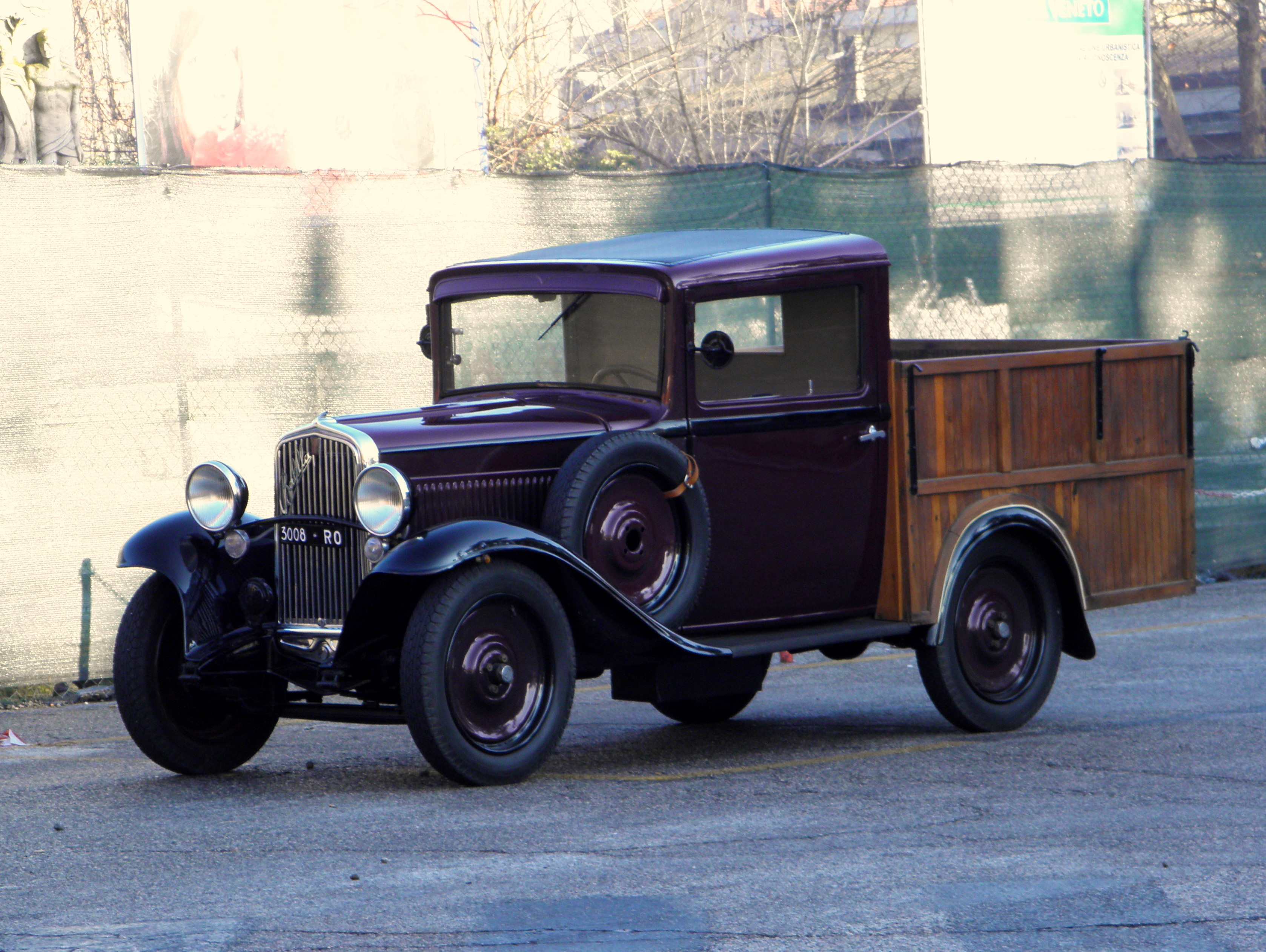
Un Fiat 508 Camioncino

Un vehicul utilitar de mare succes, bazat pe versiunile 508A și 508B. Acest model, extrem de popular, era disponibil în două variante: „Camioncino”, echipat cu o platformă din lemn ce permitea o sarcină utilă de 350 kg, și „Furgoncino”, o dubă cu caroserie metalică.

#### Fiat 508 M
Versiune militară derivată din modelele 508A și 508B, produsă în variante spider, torpedo și camioncino pentru Regio Esercito.

#### Fiat 508 CM
Versiune militară derivată din modelul 508C, produsă și în variante „Coloniale” și „Berlina FO”.

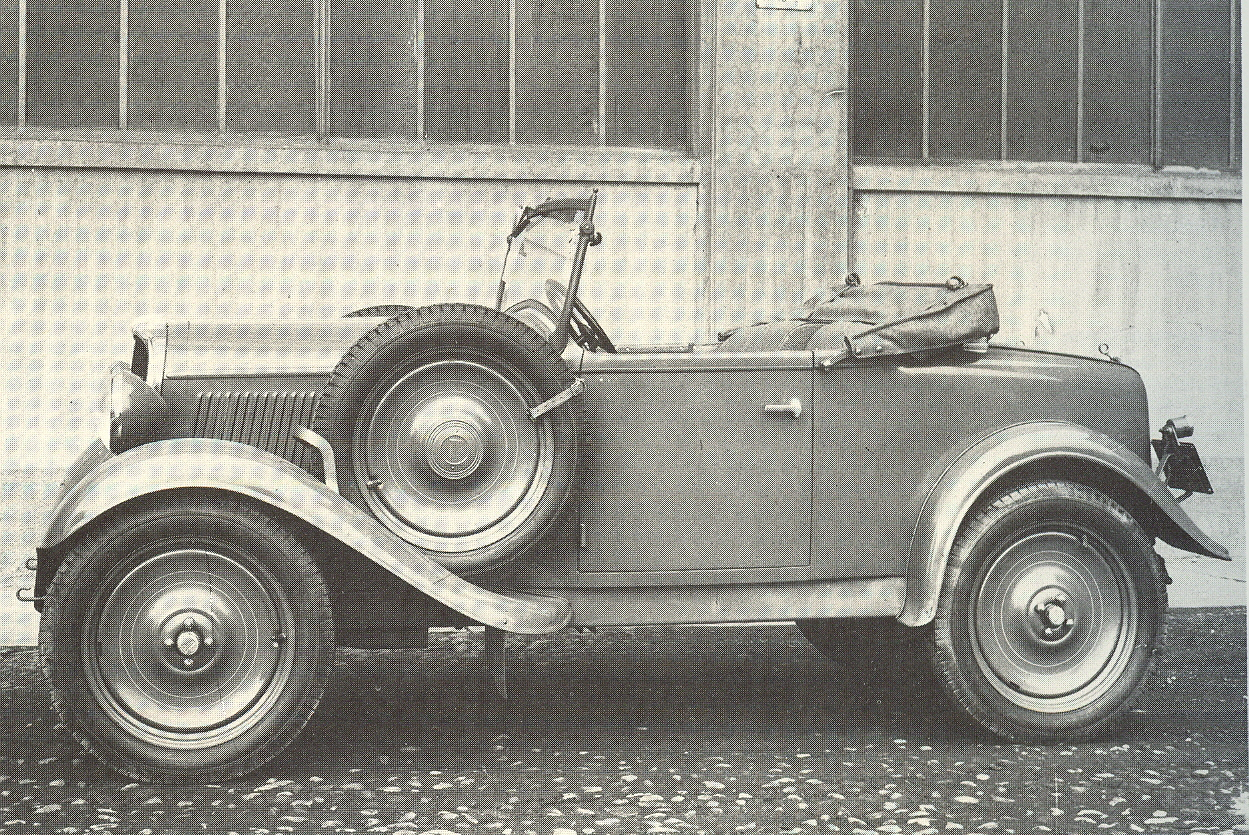
Versiunea militară spider Fiat 508

## Producție sub licență
Datorită cererii foarte mari, Fiat 508 Balilla a fost fabricată și sub licență în alte țări:
- în Polonia, sub numele de Fiat Polski 508 Junak, în trei serii. Producția a fost întreruptă în 1939 din cauza invaziei naziste. Numărul exact de unități fabricate nu este cunoscut, dar se estimează între 6.000 și 10.000.
- în Germania, sub denumirile FIAT NSU 1000 (1934–1938, aproximativ 8.000 de unități) și FIAT NSU 1100 (1938–1941, aproximativ 12.000 de unități).
- în Franța, prin SAFAF, sub licență Fiat, sub denumirea Simca-Fiat 6 CV FIII, cu o putere fiscală de 6 CP. Arhivele indică o producție totală de aproximativ 12.000 de unități între 1934 și 1937.
- în Spania, prin Fiat Hispania, la uzina din Madrid. Numărul exact nu este cunoscut.
- în fosta Cehoslovacia, de către Walter în Praga.

Modelul Fiat 508 a fost înlocuit în 1939 cu Fiat 1100, dezvoltat sub codul de proiect Fiat 508C.

## Caracteristici tehnice
- Motor: Fiat 108 - 4 cilindri în linie, 995 cm³
- Raport de compresie: 5,8:1
- Putere: 20 CP la 3.500 rpm
- Distribuție: supape laterale
- Alimentare: carburator monocorp Weber
- Transmisie: tracțiune spate, cutie de viteze cu 3 trepte (prima serie), 4 trepte (a doua serie)
- Caroserie: oțel, 2 uși (prima serie), 2 și 4 uși (a doua serie) - 4 locuri
- Suspensii: față și spate cu ax rigid, arcuri semi-eliptice
- Frâne: hidraulice pe toate cele patru roți
- Anvelope: 4,00 x 17
- Rezervor: 26 litri
- Viteză maximă: 80 km/h

## Producție globală

### Producție în Italia
- Prima serie cu 3 trepte: 41.395 exemplare
- A doua serie cu 4 trepte: 71.700 exemplare
- 508C 1100: 57.000 exemplare
- 1100 din 1939: 74.000 exemplare
- 1100S: 401 exemplare
- 1100 B/BL: 25.000 exemplare
- 1100 E/EL/ELS: 58.000 exemplare

### Producție în străinătate
- Franța: Fiat Simca 6 CV: 26.472 exemplare
- Polonia: Fiat Polski 508 I/II/III: producția exactă este necunoscută, estimându-se între 6.000 și 10.000 exemplare. Site-ul polonez menționează: 3.500 de mașini de turism 508 III Junak, 1.000 de șasiuri și 2.500 de versiuni derivate, inclusiv modele militare.[2]
- Germania: Fiat-NSU, aproximativ 11.000 exemplare, cifra exactă fiind necunoscută.
- Spania: Fiat Hispania: cifra este necunoscută.